# Teorema della convergenza dominata
In matematica, il teorema della convergenza dominata fornisce una condizione sufficiente sotto la quale il limite di una successione di funzioni commuta con l'operazione di integrazione.
Il teorema viene generalizzato dal teorema di convergenza di Vitali.

## Enunciato
Sia {\displaystyle (X,{\mathfrak {F}},\mu )} uno spazio di misura e {\displaystyle \{f_{n}\}} una successione di funzioni misurabili su {\displaystyle X} tale che esiste il limite:
{\displaystyle \lim _{n\to \infty }f_{n}(x)=f(x)\quad \forall x\in X}
Se esiste una funzione {\displaystyle g\in L^{1}(X,d\mu )} tale che
{\displaystyle |f_{n}(x)|\leq g(x)},
nel qual caso {\displaystyle \{f_{n}\}} si dice dominata da {\displaystyle g}, allora si ha:
{\displaystyle \lim _{n\rightarrow \infty }\int _{A\subset X}f_{n}d\mu =\int _{A}fd\mu }
{\displaystyle \forall A\subseteq X\,:\,\lim _{n\rightarrow \infty }\int _{A}|f_{n}-f|d\mu =0}
ovvero {\displaystyle f_{n}}converge a {\displaystyle f} in tutto {\displaystyle L^{1}(X,d\mu )}

## Dimostrazione
Dal momento che {\displaystyle f} denota il limite quasi ovunque della successione {\displaystyle f_{n}}, allora la successione è misurabile e dominata da {\displaystyle g}, e quindi integrabile.
Si vuole mostrare che: 
{\displaystyle \int _{S}\lim _{n\rightarrow \infty }f_{n}=\lim _{n\rightarrow \infty }\int _{S}f_{n}} per qualunque S contenuto in X.
Dal momento che:
{\displaystyle {\biggl |}\int _{S}f\,d\mu -\int _{S}f_{n}\,d\mu {\biggr |}={\biggl |}\int _{S}(f-f_{n})\,d\mu {\biggr |}\leq \int _{S}|f-f_{n}|\,d\mu }
e che:
{\displaystyle |f-f_{n}|\leq 2g\ } per ogni x
allora si può usare il lemma di Fatou inverso e si ha:
{\displaystyle \limsup _{n\to \infty }\int _{S}|f-f_{n}|\,d\mu \leq \int _{S}\limsup _{n\to \infty }|f-f_{n}|\,d\mu }
Ma dal momento che:
{\displaystyle \limsup _{n\to \infty }|f-f_{n}|=0}
allora:
{\displaystyle \int _{S}\limsup _{n\to \infty }|f-f_{n}|\,d\mu =0}
e il fatto che sia vero per ogni S ci consente di affermare che:
{\displaystyle \lim _{n\to \infty }\int _{S}|f-f_{n}|\,d\mu =0}
dimostrando la tesi.